# Цебриков Роман Максимович
Цебриков Роман Максимович (01.10.1763, Харків, Російська імперія — 03.02.1817, Санкт-Петербург, Російська імперія) — український і російський вчений, суспільний діяч, академік і перекладач, син українського козака Максима Цебрика. Батько українського і російського революціонера-декабриста Миколи Романовича Цебрикова.

## Життєпис
Народився та виховувався у дитинстві у Харкові. Близько 1778 р. приїхав до Петербурга для закінчення освіти.
У 1784 р. жив у Лейпцигу та Нюрнберзі, заробляв викладанням російської мови німцям і придбав хороші пізнання в іноземних мовах.
У 1785 р. повернувся до Петербургу. Працював перекладачем у колегії закордонних справ. З 1788 р. перебував при похідній канцелярії князя Григорія Потьомкіна-Таврійського під Очаковом, перекладав на іноземні мови повідомлення про перебіг військових дій. З 8 травня 1788 р. до 2 лютого 1789 р. вів щоденник, виданий в 1895 р. під назвою «Вокруг Очакова» («Навколо Очакова»).
У 1809 р., будучи статським радником, Цебріков служив помічником начальника III-го відділення («Комерційного Уложення») Комісії складання законів, утвореної в цьому ж році. У 1814 р в чині дійсного статського радника служив у секретній експедиції Міністерства внутрішніх справ, а в 1816 р. — у секретній експедиції Колегії іноземних справ.
13 листопада 1809 р. був обраний членом Російської Академії.
Помер 3 лютого 1817 р. в Петербурзі, похований на Смоленському кладовищі.

## Творчий доробок
Переклади:
- «Мир Европы не может иначе восстановиться, как только по продолжительном перемирии, или проект всеобщего замирения» (с франц., СПб., 1789);
- «Письма к двум молодым женщинам о важных предметах» (с немецкого, СПб., 1795);
- «Вилиома практическая логика» (с немецкого, СПб., 1802);
- «Иммануила Канта наблюдения об ощущении прекрасного и возвышенного» (с немецкого, СПб., 1804);
- «Олофа Далина, История шведского государства» (с немецкого, СПб., 1805—1807);
- «Собрание превосходных сочинений, до законодательства и управления государственного хозяйства, особливо же финансов и коммерции касающихся» (с нем., СПб., 1808);
- «Уголовное право Павла Анзельма Фейербаха» (вместе с Лодием и Петром Полонским, СПб., 1810—1817);
- «Философически-юридическое исследование государственной измены и преступления против Величества» (с нем., СПб., 1812);
- «Новейший самоучительный немецко-российский словарь» (СПб., 1812—1813);
- «Избранные слова Массильона» (СПб., 1814).

Щоденник:
- Вокруг Очакова. 1788 год. (Дневник очевидца) (рос.)